# Papa Paulo VI
Paulo VI ou São Paulo VI (em italiano: Paolo VI; em latim: Paulus VI), nascido Giovanni Battista Enrico Antonio Maria Montini (Concesio, 26 de setembro de 1897 – Castelgandolfo, 6 de agosto de 1978) foi o Papa da Igreja Católica, Bispo de Roma e Soberano da Cidade do Vaticano de 21 de junho de 1963 até a data de sua morte. Sucedeu ao Papa João XXIII, que convocou o Concílio Vaticano II, e decidiu continuar os trabalhos do predecessor. Promoveu melhorias nas relações ecumênicas com os Ortodoxos, Anglicanos e Protestantes, o que resultou em diversos encontros e acordos históricos.
Montini serviu no Departamento de Estado do Vaticano de 1922 a 1954. Enquanto esteve no Departamento de Estado, Montini e Domenico Tardini foram considerados os colaboradores mais próximos e influentes do Papa Pio XII, que o nomeou, em 1954, arcebispo da Arquidiocese de Milão, um cargo que fez dele automaticamente Secretário da Conferência de Bispos Italianos. João XXIII elevou-o ao Colégio de Cardeais em 1958, e após a morte de João XXIII, Montini foi considerado um dos mais prováveis sucessores.
Escolheu o nome Paulo, para indicar que tinha uma missão mundial renovada de propagar a mensagem de Cristo. Ele reabriu o Concílio Vaticano II, que fora automaticamente fechado com a morte de João XXIII e lhe atribuiu prioridade e direção. Após ser concluído o trabalho no Concílio, Paulo VI tomou conta da interpretação e implementação de seus mandatos, frequentemente andando sobre uma linha entre as expectativas conflitantes de vários grupos da Igreja Católica. A magnitude e a profundidade das reformas, que afetaram todas as áreas da vida da Igreja durante o seu pontificado, excederam políticas reformistas semelhantes de seus predecessores e sucessores.
Paulo VI foi um devoto mariano, discursando repetidamente a congressistas marianos e em reuniões mariológicas, visitando santuários marianos e publicando três encíclicas marianas. Paulo VI procurou diálogo com o mundo, com outros cristãos, religiosos e irreligiosos, sem excluir ninguém. Foi o primeiro Papa a viajar de avião, visitando os cinco continentes, além de ser o primeiro a visitar a Terra Santa, depois de Pedro. Viu-se como um humilde servo de uma humanidade sofredora e exigiu mudanças significativas dos ricos na América e Europa em favor dos pobres do Terceiro Mundo.
O seu ensinamento, na linha da tradição da Igreja, contrário à regulação da natalidade por métodos artificiais e a outras questões foram controversas na Europa Ocidental e na América do Norte.

Se, portanto, existem motivos sérios para distanciar os nascimentos, que derivem ou das condições físicas ou psicológicas dos cônjuges, ou de circunstâncias exteriores, a Igreja ensina que então é lícito ter em conta os ritmos naturais imanentes às funções geradoras, para usar do matrimônio só nos períodos infecundos e, deste modo, regular a natalidade, sem ofender os princípios morais que acabamos de recordar.— Humanae Vitae
No entanto, o Pontífice foi elogiado em grande parte da Europa Oriental e Meridional, além da América Latina. Seu pontificado decorreu durante, certas vezes, mudanças revolucionárias no mundo, revoltas estudantis, a Guerra do Vietnã e outros transtornos. Paulo VI procurava entender todos os assuntos, mas ao mesmo tempo, defender o princípio do fidei depositum, uma vez que lhe foi confiado. Paulo VI morreu em 6 de agosto de 1978, na Festa da Transfiguração. O processo diocesano para a beatificação de Paulo VI iniciou em 11 de maio de 1993. Foi beatificado em 19 de outubro de 2014 e canonizado em 14 de outubro de 2018 pelo Papa Francisco.

## Carreira inicial
Giovanni Montini nasceu em Concesio, na província de Brescia.
Entrou no seminário para se tornar sacerdote católico em 1916 e foi ordenado em 1920. Estudou na Universidade Gregoriana, na Universidade de Roma e na Pontifícia Academia Eclesiástica. O seu talento levou-o a uma carreira na Cúria Romana, a administração do Vaticano. Em 1937 foi nomeado Substituto para Assuntos Correntes pelo Cardeal Pacelli, o Secretário de Estado da Santa Sé no papado de Pio XI. Quando Pacelli foi eleito como Papa Pio XII Montini manteve o cargo com o novo Secretário. Em 1944 o Secretário morreu e o cargo foi tomado directamente pelo Papa, e Montini passa a trabalhar diretamente sob orientação do Sumo Pontífice.

## Arcebispo de Milão
“Genealogia episcopal do Papa Paulo VI”

— * ... ?
- Cardeal Scipione Rebiba (1541)
- Cardeal Giulio Antonio Santoro (1566)
- Cardeal Girolamo Bernerio, O.P. (1586)
- Arcebispo Galeazzo Sanvitale † (1604)
- Cardeal Ludovico Ludovisi † (1621)
- Cardeal Luigi Caetani † (1622)
- Cardeal Ulderico Carpegna † (1630)
- Cardeal Paluzzo Altieri † (1666)
- Papa Bento XIII, O.P. † (1675)
- Papa Bento XIV † (1724)
- Papa Clemente XIII † (1743)
- Cardeal Marcantonio Colonna † (1762)
- Cardeal Hyacinthe Sigismond Gerdil, B. † (1777)
- Cardeal Giulio Maria della Somaglia † (1788)
- Cardeal Carlo Odescalchi † (1823)
- Cardeal Costantino Patrizi Naro † (1828)
- Cardeal Lucido Parocchi † (1871)
- Papa Pio X † (1884)
- Papa Bento XV † (1907)
- Papa Pio XII † (1917)
- Cardeal Eugène Tisserant † (1937)
- Papa Paulo VI (Giovani Montini) † (1954)

Para alguns autores e estudiosos da Igreja, a nomeação de Montini para o cargo de Arcebispo de Milão tinha intenção de afastá-lo do centro de decisões, em Roma. Porém, a tese que tem prevalecido é de que o Papa Pio XII tinha intenção de dar a ele maior experiência pastoral, retirando dele, assim, o epíteto de homem de Cúria. Apesar de ainda não ser cardeal, ele recebeu vários votos a favor no conclave de 1958, que acabou por eleger o Papa João XXIII, o sucessor de Pio XII. No consistório de 1958, João XXIII elevou-o finalmente à dignidade cardinalícia.

## Papa

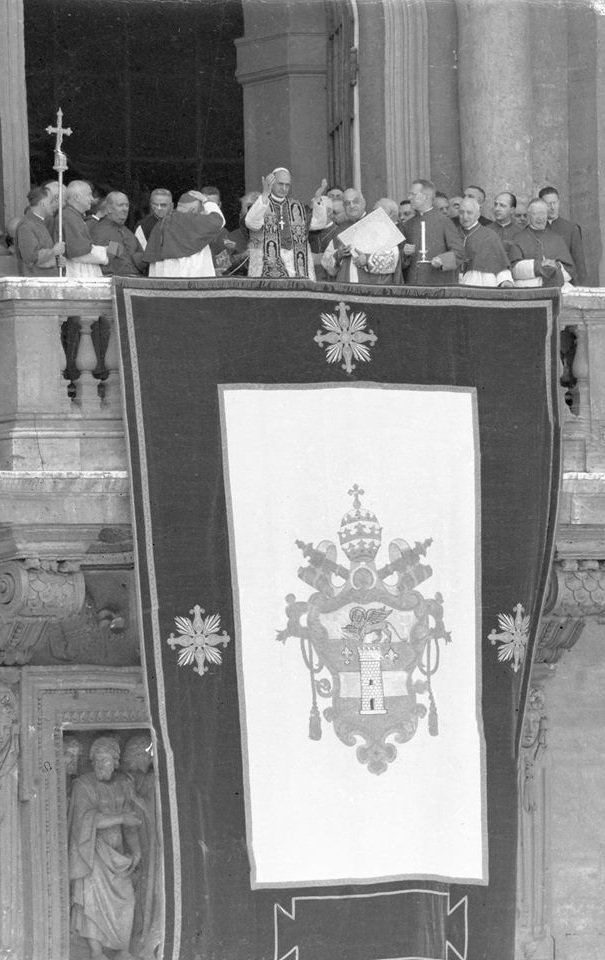
O recém-eleito papa Paulo VI na varanda da Basílica de São Pedro

Foi eleito Papa em 21 de junho de 1963, na sequência da morte do Papa João XXIII. Sendo o primeiro papa a viajar de avião, fez viagens, entre outros locais, a Jerusalém, o primeiro depois de Pedro, Índia, à ONU, a Portugal (em 13 de Maio de 1967, Santuário de Fátima), Turquia, Colômbia, Suíça, Uganda, Filipinas e Austrália. Concluiu o Concílio Vaticano II que tinha sido iniciado pelo Papa João XXIII, implementando posteriormente as suas reformas e medidas inovadoras que visam renovar a Igreja Católica.
Seus críticos o viam muitas vezes como um Papa distante, indeciso e sem carisma, além de pouco propenso a tomar posições firmes com relação a questões delicadas, como o aborto. Frequentemente, carecia de desenvoltura ao expressar-se. No entanto promulgou a Encíclica Humanae vitae, sobre a regulação da natalidade, documento que veio a se constituir num marco decisivo da Doutrina Moral da Igreja nas questões sobre aborto, esterilização sexual e regulação da natalidade por métodos artificiais e cuja doutrina, ali explicitada, serviu de base para vários documentos pontifícios posteriores ao tratarem do tema da família, da ética conjugal e da bioética.

## Brasão e lema
[carece de fontes?]
- Descrição: escudo eclesiástico. Campo de goles, com um monte de seis cômoros, à italiana, saindo da ponta do escudo, acompanhado em chefe de seis flores-de-lis postas: 1 e 2, tudo de argente — Armas dos Montini. O escudo está assente em tarja branca. O conjunto pousado sobre duas chaves decussadas, a primeira de jalde e a segunda de argente, atadas por um cordão de goles, com seus pingentes. Timbre: a tiara papal de argente com três coroas de jalde. Sob o escudo, um listel de goles com o mote: IN NOMINE DOMINI, em letras de argente. Quando são postos suportes, estes são dois anjos de carnação, sustentando cada um, na mão livre, uma cruz trevolada tripla, de jalde.

Brasão pontifício de Paulo VI.

- Interpretação: O escudo obedece às regras heráldicas para os eclesiásticos. O campo de goles (vermelho) simboliza o fogo da caridade inflamada no coração do Soberano Pontífice pelo Divino Espírito Santo, que o inspira diretamente no governo supremo da Igreja, bem como valor e o socorro aos necessitados, que o Pai espiritual de todos os cristãos deve dispensar aos seus filhos. E nele estão as armas falantes da família do pontífice, os Montini, com seu monte de seis cômoros. As flores-de-lis, além de fazerem parte das armas familiares, evocam as virtudes teologais: fé, esperança e caridade. Pelo esmalte argente (prata), as peças traduzem: inocência, castidade, pureza e eloquência. Os elementos externos do brasão expressam a jurisdição suprema do papa. As duas chaves decussadas, uma de jalde (ouro) e a outra de argente (prata) são símbolos do poder espiritual e do poder temporal. E são uma referência do poder máximo do Sucessor de Pedro , relatado no Evangelho de São Mateus, que narra que Nosso Senhor Jesus Cristo disse a Pedro: "Dar-te-ei as chaves do reino dos céus, e tudo o que ligares na terra será ligado no céu, e tudo o que desligares na terra, será desligado no céu" (Mt 16, 19). Por conseguinte, as chaves são o símbolo típico do poder dado por Cristo a São Pedro e aos seus sucessores. A tiara usada como timbre, recorda, por sua simbologia, os três poderes papais: de Ordem, Jurisdição e Magistério, e sua unidade na mesma pessoa. No listel o lema: IN NOMINE DOMINI (em português: "Em Nome do Senhor"), é uma afirmação de que o Pastor Supremo da Igreja é Vigário de Nosso Senhor Jesus Cristo, em nome de quem veio para exercer o seu poder.

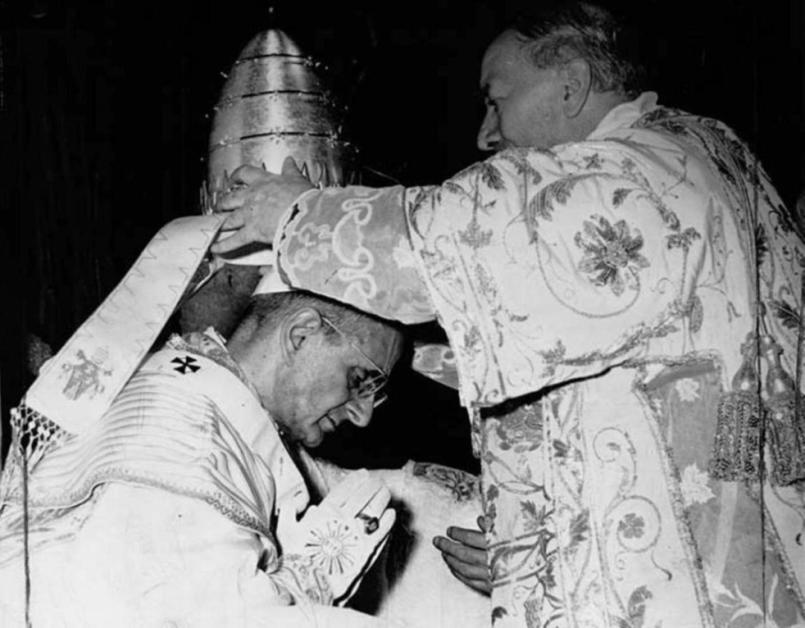
Paulo VI sendo coroado pelo cardeal Alfredo Ottaviani

## Humanae Vitae
Esta encíclica, publicada a 25 de julho de 1968, defende a visão tradicional da Igreja sobre métodos anticoncepcionais e aborto — ou seja, uma oposição veemente a toda forma de contracepção por métodos artificiais. Este posicionamento seria depois reiterado e reforçado por João Paulo II na Exortação Familiaris consortio e na Encíclica Evangelium vitae. A encíclica serviu também de base fundamental para dois outros documentos do Magistério da Igreja as Instruções Donum vitae e Dignitas personae ambos sobre moral sexual e ética reprodutiva.
A encíclica Humanae Vitae foi considerada por seus opositores como um retrocesso em relação ao Concílio Vaticano Segundo iniciado por João XXIII, no entanto veio na mesma linha da Encíclica Mater et Magistra, do próprio João XXIII, que dentre outros pontos afirma: A vida humana é sagrada, desde o seu alvorecer compromete diretamente a ação criadora de Deus.
A Humanae vitae veio também em continuidade da Constituição Pastoral Gaudium et Spes, do próprio Concílio Vaticano II, que deixou expresso no capítulo que trata da família (ns. 47 a 52) que se haveria, na regulação da natalidade, de recorrer à castidade conjugal:
"Quando se trata, portanto, de conciliar o amor conjugal com a transmissão responsável da vida, a moralidade do comportamento não depende apenas da sinceridade da intenção e da apreciação dos motivos; deve também determinar-se por critérios objetivos, tomados da natureza da pessoa e dos seus atos; critérios que respeitem, num contexto de autêntico amor, o sentido da mútua doação e da procriação humana. Tudo isto só é possível se se cultivar sinceramente a virtude da castidade conjugal. Segundo estes princípios, não é lícito aos filhos da Igreja adoptar, na regulação dos nascimentos, caminhos que o magistério, explicitando a lei divina, reprova."
O conteúdo desta encíclica, nesta parte, atualmente, está incorporado no Catecismo da Igreja Católica nos seus §§ 2370 e 2399:
2370. A continência periódica, os métodos de regulação dos nascimentos baseados na auto-observação e no recurso aos períodos infecundos, são conformes aos critérios objectivos da moralidade. Estes métodos respeitam o corpo dos esposos, estimulam a ternura entre eles e favorecem a educação duma liberdade autêntica. Em contrapartida, é intrinsecamente má «qualquer acção que, quer em previsão do acto conjugal, quer durante a sua realização, quer no desenrolar das suas consequências naturais, se proponha, como fim ou como meio, tornar impossível a procriação».

«À linguagem que exprime naturalmente a doação recíproca e total dos esposos, a contracepção opõe uma linguagem objectivamente contraditória, segundo a qual já não se trata de se darem totalmente um ao outro. Daí deriva, não somente a recusa positiva da abertura à vida, mas também uma falsificação da verdade interna do amor conjugal, chamado a ser um dom da pessoa toda. […] Esta diferença antropológica e moral, entre a contracepção e o recurso aos ritmos periódicos, implica dois conceitos de pessoa e de sexualidade humana irredutíveis um ao outro».
2399. A regulação dos nascimentos representa um dos aspectos da paternidade e da maternidade responsáveis. A legitimidade das intenções dos esposos não justifica o recurso a meios moralmente inadmissíveis (por exemplo, a esterilização directa ou a contracepção).

## Contribuições à Doutrina Social da Igreja
Durante seu pontificado foram publicados alguns documentos importantes para a Doutrina Social da Igreja, como:
- A Encíclica "Populorum Progressio" (Sobre o desenvolvimento dos povos), de 1967, cuja elaboração contou com a colaboração do Padre Lebret, que é um documento voltado para os problemas do Terceiro Mundo;
- A Carta Apostólica: "Octogesima Adveniens", de 1971, alusivo ao 80.º aniversário da "Rerum novarum" (1971);
- Documento resultante do Sínodo dos Bispos, sobre a "Justiça no mundo", de 1971.[11]

## Papa peregrino

Richard Nixon, presidente dos Estados Unidos, visita Paulo VI (1970).

Paulo VI foi o primeiro papa a visitar os cinco continentes, e, até ao papa João Paulo II o mais viajado, pelo que foi chamado o Papa Peregrino. Em 1970 sobreviveu a uma tentativa de assassinato nas Filipinas. Embora o Vaticano negue, provas determinadas posteriormente indicam que o papa sofreu um golpe de arma branca no incidente. Foi o primeiro papa a encontrar-se com o arcebispo de Cantuária e o primeiro, em vários séculos, a encontrar-se com os dirigentes das diversas Igrejas Ortodoxas orientais.

## Sermões polémicos
Paulo VI, na Carta Apostólica Africae terrarum (Terras da África, 29 de outubro de 1967) realça os aspectos comuns do cristianismo com as tradições e os valores africanos da família, considera que nas regiões africanas o "pátrio poder é profundamente respeitado" e permanece intacta a autoridade do pai na organização familiar. Neste documento reconhece costumes tradicionais da cultura africana como sendo muito positivos e "neles vê a base providencial sobre a qual transmitir a mensagem evangélica e avivar a construção da nova sociedade em Cristo" como já havia sobrenotado, recorda, por ocasião da canonização dos Mártires de Uganda, mártires estes que, segundo afirma, foram "as primeiras flores de santidade cristã" do que chamou de "nova África", "brotados da cepa mais viva da antiga tradição".
Nesta Carta Apostólica, depois de verificar um progresso na "oportuna reforma de antigas instituições tribais" como o "dote" que se prestava a abusos gravemente nocivos ao tranqüilo e sereno desenvolvimento da "família natural e cristã" e que a poligamia não corresponde mais à mentalidade prevalente na África evoca os dizeres da Constituição Dogmática Lumen Gentium do Concílio Vaticano II:
Os esposos e pais cristãos devem, seguindo o seu caminho peculiar, amparar-se mutuamente na graça, com amor fiel, durante a vida inteira, e imbuir com a doutrina cristã e as virtudes evangélicas a prole que amorosamente receberam de Deus. Dão assim a todos exemplo de amor incansável e generoso, edificam a comunidade fraterna e são testemunhas e cooperadores da fecundidade da Igreja, nossa mãe, em sinal e participação daquele amor, com que Cristo amou a Sua esposa e por ela Se entregou.
Conclui a mensagem recordando que no solo da África encontrou refúgio o ainda pequeno Filho de Deus e a sua Sagrada Família, num momento de perseguição e exílio, e recomendando à "mediação redentora de Cristo e à intercessão de Maria Santíssima e de São José a sorte da juventude e da família africana".

## Época de transição

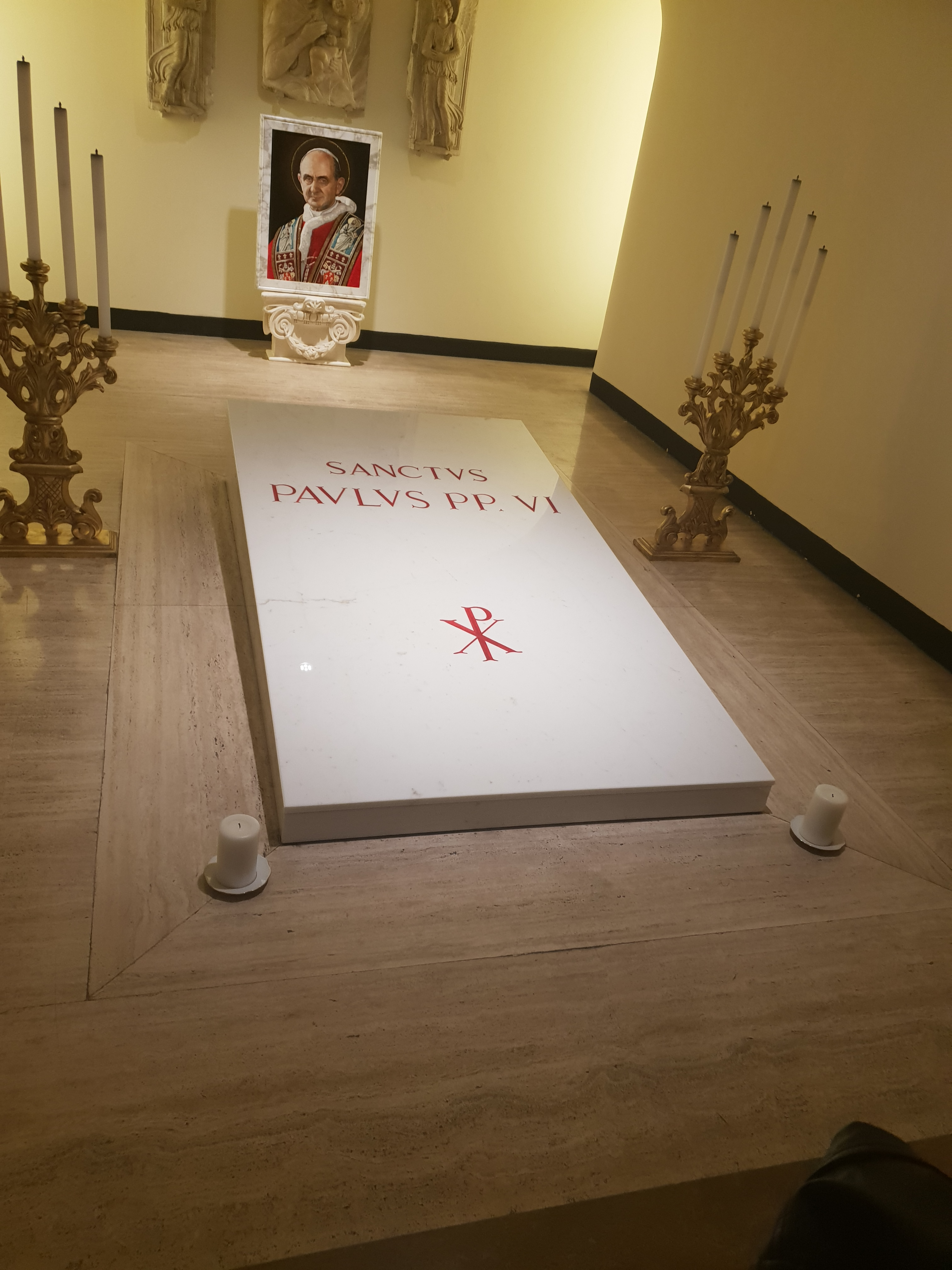
O túmulo de Paulo VI nas Grutas do Vaticano

O Papa Paulo VI chefiou a Igreja numa época de transição entre as eras pré e pós-Vaticano II. À época assistiu-se à revisão mais profunda da liturgia católica dos últimos séculos, a mudanças no sacerdócio, e a um mundo em mudança de valores com as taxas crescentes de divórcio, uniões de fato, liberdade sexual e legalização do aborto e das técnicas anticoncepcionais. Entre a memória do seu pontificado sobressai a encíclica Humanæ Vitæ e as suas referências à sexualidade, que pode ser vista como inspiradora da atual moralidade sexual cristã. Sob a sua égide foi abandonado em 1965 o culto de Simão de Trento, dado agora como fraude. Morreu em 6 de agosto de 1978 na residência papal de verão de Castel Gandolfo, com a idade de 80 anos.
O seu "testamento espiritual" foi lido por mais de uma vez por João Paulo II nos "exercícios espirituais" que fazia, e deles tirou ideias, propósitos e pontos de reflexão para a sua vida e pontificado, como ele mesmo afirma no "testamento espiritual" que também fez e foi tornado público.
Além da Humanae Vitae, dentre as encíclicas que publicou Paulo VI, são de se destacar a Populorum Progressio, de 26 de março de 1967, e a Sacerdotalis Caelibatus, de 24 de junho de 1967 e a Carta Apostólica Octogesima Adveniens, 14 de maio de 1971, esta última de natureza social em comemoração aos oitenta anos da Rerum Novarum de Leão XIII.

## Sucessão
Paulo VI nomeou para o Colégio Cardinalício os seus três futuros sucessores: Karol Wojtyla (João Paulo II) em 1967, Albino Luciani (João Paulo I) em 1973 e finalmente Joseph Ratzinger (Bento XVI) em 1977.

## Beatificação
O processo para a sua beatificação teve início em 11 de maio de 1993. Em 20 de dezembro de 2012, o Papa Bento XVI, ao receber em audiência com o prefeito do Dicastério para as Causas dos Santos, o Cardeal Angelo Amato, autorizou a Congregação para a Causa dos Santos a promulgar o decreto relativo ao reconhecimento das "virtudes heroicas" do "Servo de Deus" Paulo VI. A cerimônia de beatificação foi realizada em 19 de outubro de 2014, na Praça de São Pedro, presidida pelo Papa Francisco, com a presença do Papa Emérito Bento XVI.

## Canonização

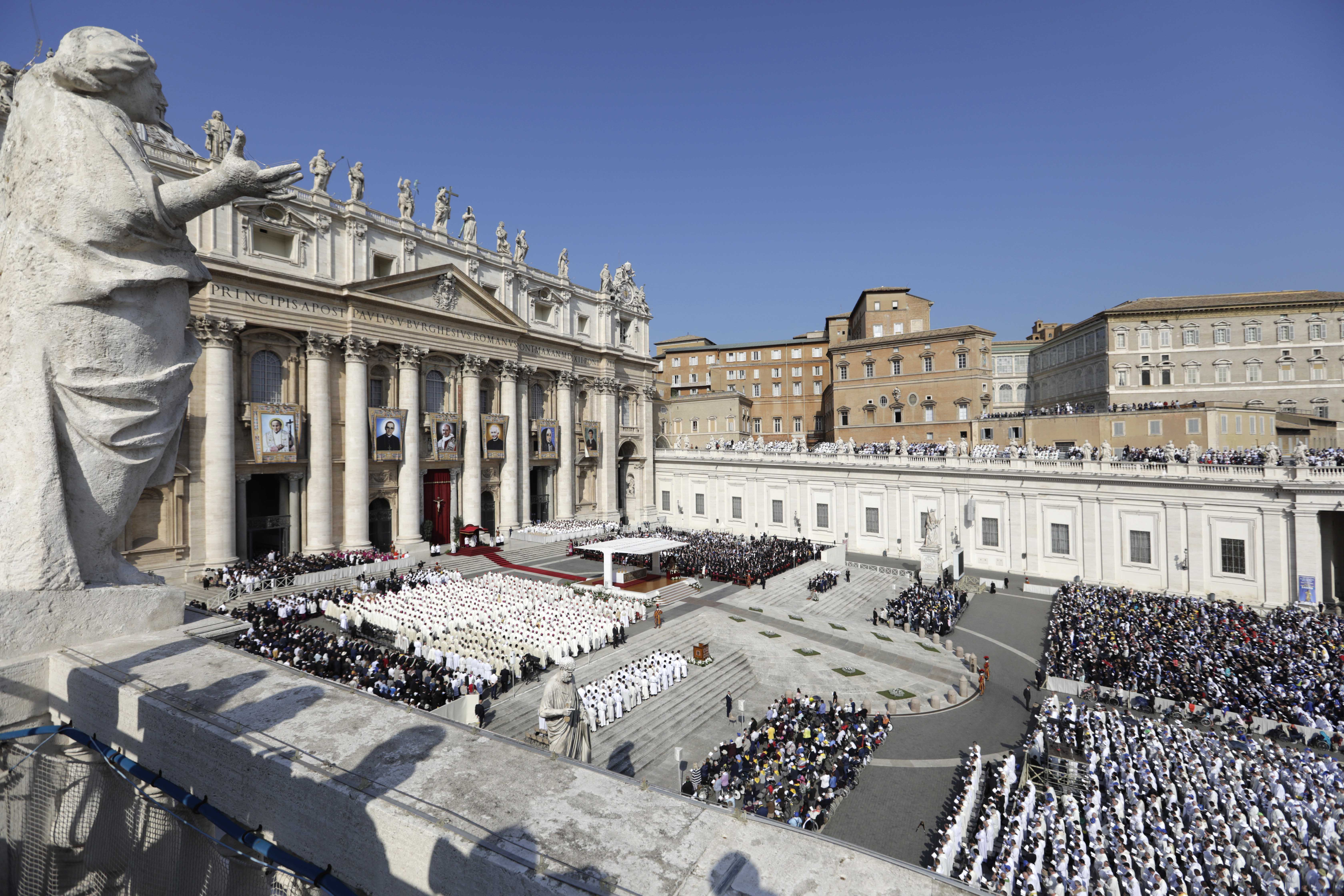
A Praça de São Pedro por ocasião de sua canonização, realizada em 14 de outubro de 2018.

Paulo VI foi canonizado pelo Papa Francisco em 14 de outubro de 2018.

## Documentos pontifícios

### Encíclicas
- Ecclesiam Suam (6 de agosto de 1964)
- Mense Maio ( 29 de abril de 1965)
- Mysterium Fidei (3 de setembro de 1965)
- Christi Matri Rosarii (15 de setembro de 1966)
- Populorum Progressio (26 de março de 1967)
- Sacerdotalis Caelibatus (24 de junho de 1967)
- Humanae Vitae (25 de julho de 1968)

## Ordenações[24]

### Ordenações presbíteros
- Alessandro Maggiolini † (1955)
- Antonio Menegazzo, M.C.C.I. † (1957)
- Dionigi Tettamanzi † (1957)
- Adriano Caprioli (1959)
- Renato Corti † (1959)
- Marco Virgilio Ferrari † (1959)
- Gervasio Gestori † (1959)
- Francesco Coccopalmerio (1962)
- Emilio Patriarca (1962)
- Thomas Anthony Vazhapilly (1964)
- Edward Robert Adams (1966)
- Joseph Bolangi Egwanga Ediba Tasame † (1966)
- Evariste Ngoyagoye (1966)
- Max John Rodrigues (1966)
- Philip Sulumeti (1966)
- John Tong Hon (1966)
- Emilio Carlos Berlie Belaunzarán (1966)
- Norberto Rivera Carrera (1966)
- Mário Rino Sivieri † (1966)
- Flavio Calle Zapata (1968)
- Eulises González Sánchez (1968)
- Jorge Leonardo Gómez Serna, O.P. (1968)
- Luis Antonio Nova Rocha † (1968)
- Joseph Bilal Nyekindi † (1969)
- Louis Chamniern Santisukniram (1970)
- Salvatore Gristina (1970)
- Braulio Rafael León Villegas (1970)
- Erkolano Lodu Tombe (1970)
- Marcelo Raúl Martorell † (1970)
- Mario Melanio Medina Salinas (1970)
- Salvatore Muratore (1970)
- Pietro Santoro (1970)
- António de Sousa Braga, S.C.I. † (1970)
- César Bosco Vivas Robelo † (1970)
- Arturo Mandin Bastes, S.V.D. (1970)
- José Francisco Oliveros † (1970)
- Artemio Lomboy Rillera, S.V.D. † (1970)
- Fidelis Lionel Emmanuel Fernando (1973)
- Augustine Kasujja (1973)
- John Njue (1973)
- Raymond Leo Burke (1975)
- Roberto (Patrick) Camilleri Azzopardi, O.F.M. † (1975)
- Michael Richard Cote (1975)
- Luis Alberto Fernández Alara (1975)
- Gustavo García Naranjo (1975)
- James Michael Harvey (1975)
- Michael Joseph Hoeppner (1975)
- Jacinto Agcaoili Jose (1975)
- Leo Laba Ladjar, O.F.M. (1975)
- Luigi Mansi (1975)
- John Michael Miller, C.S.B. (1975)
- William Michael Mulvey (1975)
- Glen John Provost (1975)
- Albert Malcolm Ranjith Patabendige Don (1975)
- Joseph Prathan Sridarunsil, S.D.B. (1975)
- José Raúl Vera López, O.P. (1975)
- Paul Kouassivi Vieira † (1975)
- Patrick James Zurek (1975)

### Ordenações episcopais
Foi o principal sagrante dos seguintes bispos:
- Giuseppe Schiavini † (1955)
- Cesário Alexandre Minali, O.F.M. Cap. † (1955)
- Ubaldo Teofano Stella, O.C.D. † (1955)
- Domenico Enrici † (1955)
- Aristide Pirovano, P.I.M.E. † (1955)
- Adolfo Luís Bossi, O.F.M. Cap. † (1958)
- Antonio Fustella † (1960)
- Giovanni Colombo † (1960)
- Luigi Oldani † (1961)
- Francesco Rossi † (1963)
- Paolino Limongi † (1963)
- Joseph Khiamsun Nittayo † (1963)
- Igino Eugenio Cardinale † (1963)
- José García Villas, C.M. † (1963)
- Baptist Mudartha † (1963)
- Arnold Ralph Cotey, S.D.S. † (1963)
- Didier Pérouse de Montclos, M. Afr. † (1963)
- Etienne-Marie-Félix Courtois, M. Afr. † (1963)
- François Hoenen, S.V.D. † (1963)
- Felicissimus Alphonse Raeymaeckers, O.F.M. Cap. † (1963)
- Franciscus Xaverius Eikichi Tanaka † (1963)
- Clemens P. Chabukasansha † (1963)
- Albert Reuben Edward Thomas † (1963)
- Victorinus Youn Kong-hi (1963)
- Angelo Palmas † (1964)
- Johannes Willebrands † (1964)
- Giovanni Fallani † (1964)
- Ernesto Camagni † (1964)
- Pierre François Jean-Baptiste Salmon, O.S.B. † (1964)
- Bernard Oguki-Atakpah † (1964)
- Alberto Zambrano Palacios, O.P. † (1964)
- Bernard Charles Ratsimamotoana, M.S. † (1964)
- Lawrence Patrick Moran † (1964)
- Marcel Evariste Van Rengen, C.J. † (1964)
- Leobard D’Souza † (1964)
- Giacomo Violardo † (1966)
- Ferdinando Giuseppe Antonelli, O.F.M. † (1966)
- Oscar Zanera † (1966)
- Dino Trabalzini † (1966)
- Loris Francesco Capovilla † (1967)
- Ernesto Civardi † (1967)
- Antonio Mauro † (1967)
- Agostino Casaroli † (1967)
- Amelio Poggi † (1967)
- Raymond Philip Etteldorf † (1969)
- Antonio Maria Travia † (1969)
- Matthieu Kanyama † (1969)
- Sabás Magaña García † (1969)
- Abel Costas Montaño † (1969)
- Eugène-Marie Ernoult † (1969)
- Adhemar Esquivel Kohenque † (1969)
- Thomas Benjamin Fulton † (1969)
- Bernard Joseph McLaughlin † (1969)
- André Bernard Michel Quélen † (1969)
- Andrés Bernardo Schierhoff † (1969)
- Paul Casimir Marcinkus † (1969)
- Barnabas Rugwizangonga Halem ’Imana † (1969)
- John Baptist Kakubi † (1969)
- Albert Edward Baharagate Akiiki † (1969)
- Serapio Bwemi Magambo † (1969)
- Emmanuel Milingo (1969)
- André Fernand Anguilé † (1969)
- Raphael Simon Ndingi Mwana’a Nzeki † (1969)
- Emile Njeru † (1969)
- Anthony Saliu Sanusi † (1969)
- William Mahony, S.M.A. † (1969)
- Constantin Guirma † (1969)
- Jean-Marie-Joseph-Augustin Pasquier, O.M.I. † (1969)
- Louis Vangeke, M.S.C. † (1970)
- Saminini Arulappa † (1972)
- Edoardo Pecoraio † (1972)
- Dermot J. Ryan † (1972)
- Edward Louis Heston, C.S.C. † (1972)
- Giuseppe Casoria † (1972)
- Paul Augustin Mayer, O.S.B. † (1972)
- Annibale Bugnini, C.M. † (1972)
- Federico Guba Limon, S.V.D. † (1972)
- Patelisio Punou-Ki-Hihifo Finau, S.M. † (1972)
- Efraím Basílio Krevey, O.S.B.M. † (1972)
- Hernando Velásquez Lotero † (1972)
- Carlos José Ruiseco Vieira (1972)
- Antal Jakab † (1972)
- Charles Amarin Brand † (1972)
- Joseph Powathil † (1972)
- Joannes Baptist Matthijs Gijsen † (1972)
- Desiderio Elso Collino † (1972)
- Cesare Pagani † (1972)
- Edward Thomas O’Meara † (1972)
- Mario Pio Gaspari † (1973)
- Jean Jérôme Hamer, O.P. † (1973)
- Appasinghe Paul Perera † (1973)
- François-Marie Morvan, C.S.Sp. † (1973)
- Filippo Franceschi † (1973)
- Antonio Mazza † (1973)
- Francis Anani Kofi Lodonu (1973)
- José Maria Maimone, S.A.C. (1973)
- Enrico Bartolucci Panaroni, M.C.C.I. † (1973)
- Tadeusz Józef Zawistowski † (1973)
- Gabriel Montalvo Higuera † (1974)
- Angelo Acerbi (1974)
- Nicola Rotunno † (1974)
- John Mackey † (1974)
- Dieudonné M’Sanda Tsinda-Hata † (1974)
- Andrzej Maria Deskur † (1974)
- Thomas Nantha † (1974)